# Mansión Van Cortlandt
Mansión Van Cortlandt (en inglés, Van Cortlandt Manor) es una casa y propiedad del siglo XVII construida por la familia van Cortland ubicada cerca de la confluencia de los ríos Croton y Hudson en el pueblo de Croton-on-Hudson en el condado de Westchester, en el estado de Nueva York (Estados Unidos). La casa solariega de piedra y ladrillo de la época colonial es ahora un museo y un Monumento Histórico Nacional.

## Historia
Por Royal Charter, Van Cortlandt Manor era originalmente una 86 000 acres (34 803 ha) concedido como patente a Stephanus Van Cortlandt en 1697 por el rey Guillermo III, que se extiende desde el río Hudson al oeste hasta la primera línea fronteriza entre la provincia de Nueva York y la colonia de Connecticut, al este, veinte millas inglesas de ancho por diez de alto, en forma de casi un paralelogramo rectangular, formando, "The Manor of Cortlandt". La propiedad masiva fue adquirida por compra directa a los indios, en parte, por Stephanus van Cortlandt, un caballero holandés nativo de Nueva York, y en parte por otros cuyos títulos compró posteriormente, este terreno, junto con un pequeño terreno en el lado oeste del río Hudson frente al promontorio de Anthony's Nose, que también compró a los indios.
La casa solariega se construyó en algún momento antes de 1732, pero no fue la residencia principal de ningún propietario hasta que un nieto, Pierre Van Cortlandt, se mudó allí en 1749. En ese momento la casa señorial estaba en un 405 ha parte del tratado original.
Pierre trajo a su familia a la finca en 1749 y creó los días más vibrantes de la mansión, según algunos. Estableció una comunidad autosuficiente de un huerto de manzanas, una granja lechera, una casa de abejas, un horno, una taberna y talleres de carpintería y herrería.
En ese momento, sin embargo, las tensiones que condujeron a la Guerra de Independencia de los Estados Unidos se estaban acumulando y la mansión se convertiría en un lugar de retiro en tiempos de guerra. Pierre se puso del lado de las colonias y la mansión se utilizó para ayudar al Ejército Continental, utilizando sus recursos para fabricar alimentos y suministros. Pierre participó en la legislatura militar y su hijo Philip era soldado del Ejército Continental. Finalmente, Pierre y su familia abandonaron la mansión en medio de la guerra. La mansión fue saqueada por el ejército británico y quedó en mal estado. Philip, que fue nombrado general de brigada al final de la guerra, regresó y, junto con su hermana, Catherine, volvió a poner la mansión en funcionamiento.
Van Cortlandt Manor se convirtió en una parada esencial en la ruta de Nueva York a Albany en los años posteriores a la guerra. Los ingenios volvieron a ser prósperos y proporcionaron a la comunidad y a los viajeros alimentos, suministros y alojamiento. Pierre y su esposa no regresaron hasta 1803 una vez que la mansión volvió a estar en pleno funcionamiento. La mansión se transmitió en la familia hasta que se vendió a un no pariente, Otis Taylor, en 1945. En ese momento, la propiedad había perdido brillo y no era la propiedad floreciente que alguna vez había sido. Se derribaron algunos edificios y casas granero para acomodar instalaciones más modernas, como un autocine.
En 1953, John D. Rockefeller Jr. compró la propiedad y comenzó a restaurar la mansión a la prominencia anterior. En 1961, Van Cortlandt Manor se registró como Monumento Histórico Nacional.
La casa no está incluida en el área de la aldea de Cortlandt Manor. Es uno de los sitios históricos propiedad y operado por Historic Hudson Valley.